# Transilien K
Transilien lijn K is een lijn van Transilien in de regio Île-de-France die Parijs en Crépy-en-Valois verbindt. De lijn wordt geëxploiteerd door de SNCF en kent 10,300 reizigers per dag. De spoorlijn is een onderdeel van de regionale spoorlijn naar Anor.

## Exploitatie
Lijn K is een lijn geëxploiteerd door de SNCF, en rijdt elke dag: Van maandag tot en met vrijdag tussen 5 uur en 0 uur, zaterdag tussen 5.30 en 0 uur en op zon-en feestdagen van 6.30 en 22.40. De treinen rijden onregelmatig, tussen elke drie kwartier en elke twee uur rijdt er een trein, dit vanwege de lage rendabiliteit en het drukke verkeer op de RER B, dat op een gedeelte van de route samen rijdt met lijn K. De dienstregeling wordt gereden met locomotieven type BB 17000 gekoppeld met treinstammen type RIB. Er wordt niet gereden tijdens de "Nuit festive"-dienstregeling, een speciale nachtdienstregeling die wordt gebruikt ter gelegenheid van speciale gelegenheden (Oudjaarsavond, muziekfestivals etc.). Lijn K had daarnaast de twijfelachtige eer om in 2014 de minst punctuele lijn van Île-de-France te zijn: Bijna één op de vijf treinen komt meer dan vijf minuten na geplande aankomsttijd aan.

## Overzicht van de lijn
|  |   |  | Station                     | Zone | Plaatsen                               | Overstappen                 |
|  | - |  | --------------------------- | ---- | -------------------------------------- | --------------------------- |
|  | o |  | Paris-Nord                  | 1    | Parijs, 10e arrondissement             | TER Picardie grandes lignes |
|  | o |  | Aulnay-sous-Bois            | 4    | Aulnay-sous-Bois                       | RER B T 4                   |
|  | o |  | Mitry - Claye               | 5    | Claye-Souilly, Mitry-Mory              | RER B                       |
|  | o |  | Compans                     | 5    | Compans                                |                             |
|  | o |  | Thieux - Nantouillet        | 5    | Juilly, Nantouillet                    |                             |
|  | o |  | Dammartin-Juilly-Saint-Mard | 5    | Dammartin-en-Goële, Juilly, Saint-Mard | TER Picardie                |
|  | o |  | Le Plessis-Belleville       | *    | Le Plessis-Belleville                  | TER Picardie                |
|  | o |  | Nanteuil-le-Haudouin        | *    | Nanteuil-le-Haudouin                   | TER Picardie                |
|  | o |  | Ormoy-Villers               | *    | Ormoy-Villers                          | TER Picardie                |
|  | o |  | Crépy-en-Valois             | *    | Crépy-en-Valois                        | TER Picardie                |

* Carte Orange niet geldig.
(De donker gekleurde stations zijn eindbestemming bij sommige missies)

## Missienamen
In tegenstelling tot treinen in Nederland en België, staat er op de treinen op het transilien-netwerk geen eindstation, maar een vierletterige code op de trein . Deze code heeft een betekenis:

### Eerste letter: De eindbestemming
- A: Paris Nord
- C: Crépy-en-Valois, vanaf Mitry - Claye
- M: Mitry - Claye
- P: Crépy-en-Valois, vanaf Paris Nord

### Tweede, derde en vierde letter
Er zit geen logica in deze letters, maar er wordt zo veel mogelijk een uitspreekbare volgorde gekozen.
| Station                             | Missiecodes                        |
| ----------------------------------- | ---------------------------------- |
| Paris Nord                          | ACER, ACRA, ACRI, AVAP, AVOP, AVRE |
| Crépy-en-Valdois vanaf Mitry- Claye | CRES, CYVE                         |
| Mitry - Claye                       | MITY                               |
| Crépy-en-Valdois vanaf Paris-Nord   | PACE, PADI, PAVA, POPI             |

## Materieel
De dienstregeling op lijn K wordt uitgevoerd door locomotieven BB 17000 gekoppeld aan treinstammen type RIB. In de avondspits rijdt er ook een treinstam VB 2N mee. Voorheen werd er met treinstellen type Z 6100 en Z 20500 gereden.

## Toekomst

### De Francilien

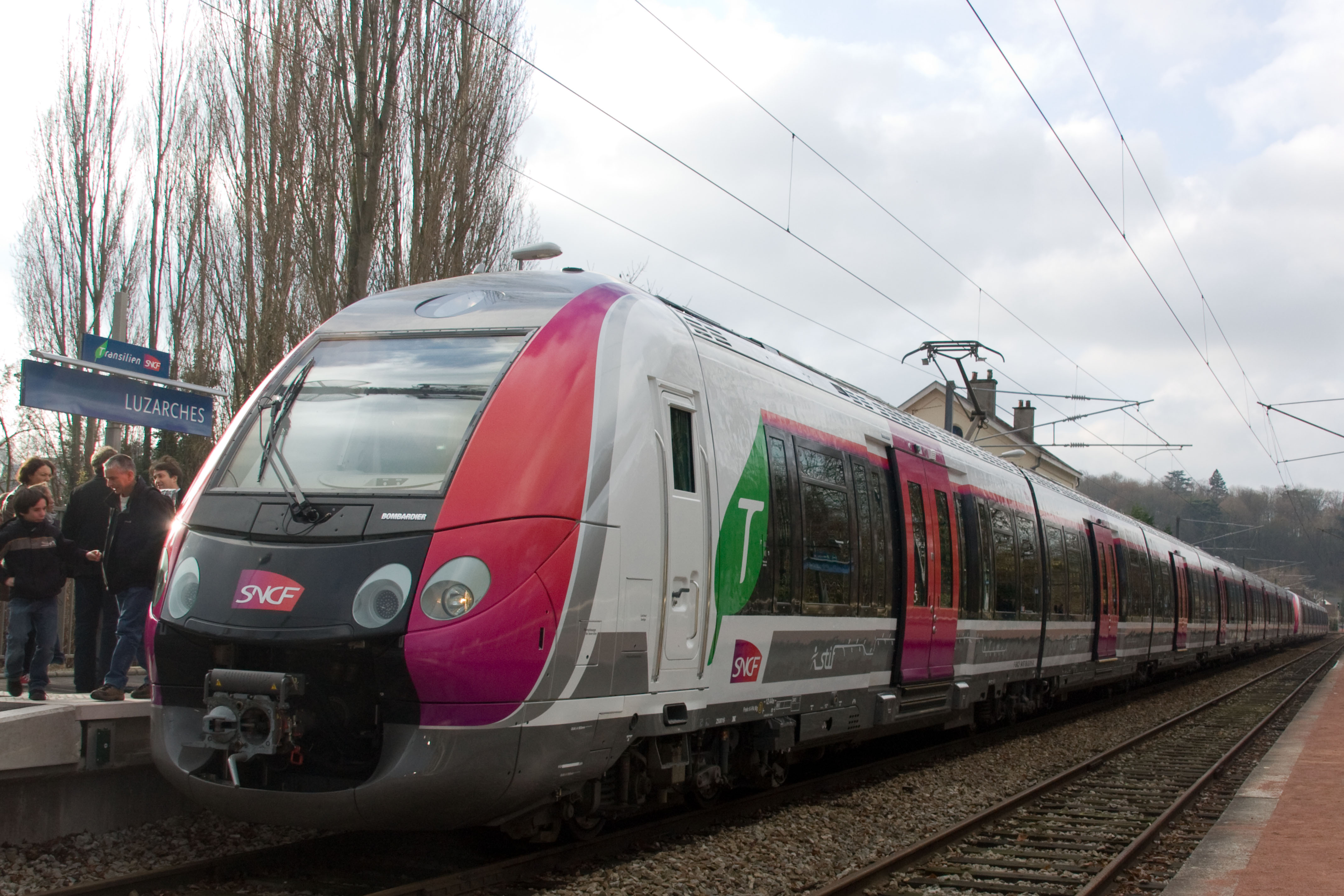
De Francilien tijdens zijn eerste rit, 12 december 2009.

Vanaf eind 2016 zal het materieel van de laatste generatie, de Francilien of Z 50000, de RIB 70's vervangen. De lijn ontvangt 18 treinstellen welke 112,50 meter lang zijn. De treinstellen zullen ervoor zorgen dat de deel van de RIB-rijtuigen na 2017 buiten dienst kunnen, hetgeen het reiscomfort voor de reizigers op de lijn vergroot. Bovendien hebben de nieuwe treinen een grotere capaciteit (+26%) en meer zitplaatsen (+10%).

### Verlenging van de RER B

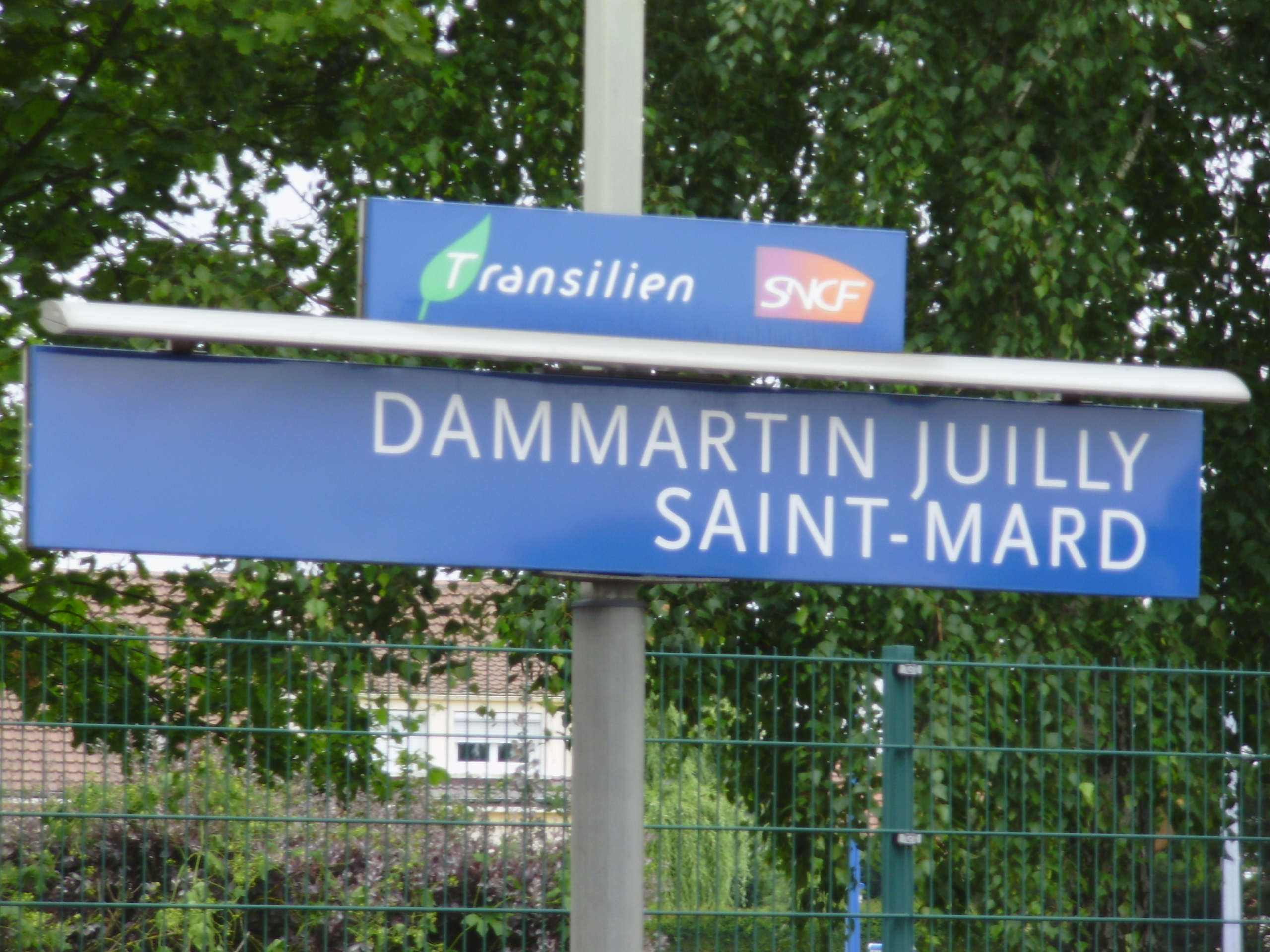

Er bestaan plannen om de RER B te verlengen tot aan Station Dammartin-Juilly-Saint-Mard in de periode 2021 - 2027. Indien dit zou gebeuren zou de lijn K tussen Aulnay-sous-Bois en Dammartin niet meer stoppen. Vanwege het kleine traject dat dan overblijft, dat in zijn geheel buiten de regio Île-de-France ligt en toch al aangedaan wordt door TER-treinen, is het dan waarschijnlijk dat lijn K wordt opgeheven.